# Prats-de-Sournia
Prats-de-Sournia (okzitanisch Prats de Sornhan) ist eine französische Gemeinde mit 77 Einwohnern (Stand 1. Januar 2022) im Département Pyrénées-Orientales in der Region Okzitanien. Sie gehört zum Arrondissement Prades und zum Kanton La Vallée de l’Agly.

## Lage
Das Gemeindegebiet ist Teil des Regionalen Naturparks Corbières-Fenouillèdes.
Nachbargemeinden von Prats-de-Sournia sind Felluns im Nordosten, Pézilla-de-Conflent im Osten, Trévillach im Südosten, Sournia im Südwesten und Le Vivier im Nordwesten.

## Bevölkerungsentwicklung
| Jahr      | 1962 | 1968 | 1975 | 1982 | 1990 | 1999 | 2013 |
| Einwohner | 126  | 113  | 104  | 87   | 58   | 58   | 74   |

## Sehenswürdigkeiten
- Tour à signaux (11. Jahrhundert)
- Kirche Saint-Cucuphat